# Strictispiridae
Ce taxon est aujourd'hui obsolète. Dénomination actuelle : Pseudomelatomidae.
Famille
Les Strictispiridae sont une famille de mollusques gastéropodes marins de l'ordre des Neogastropoda.

## Systématique
Le WoRMS considère désormais cette famille comme invalide et ces différents genres et espèces sont maintenant classés dans la famille des Pseudomelatomidae.

## Liste des genres
Selon World Register of Marine Species (18 mars 2016) :
- genre Cleospira McLean, 1971 -- 2 espèces
- genre Strictispira McLean, 1971 -- 6 espèces actuelles